# Ogledalo
Ogledalo (arhaično zrcalo) je optička sprava. Optička zato što deluje u mediju takozvane vidljive svetlosti. Ogledalo je svaka uglačana površina kojoj je neravnina manja od talasne dužine svetlosti. (To su neravnine manje od talasne dužine elektormagnetskih valova u opsegu od 400 nanometara (nm), ili 400×10−9 m do 700 nanometara – tj. opseg između infracrvenog i ultraljubičastog zračenja).
To može biti uglačana metalna ili metalizovana staklena ploča. Zavisno od oblika uglačane površine ogledalo može biti ravno i zakrivljeno. Zakrivljeno ogledalo može biti konkavno ili konveksno. Konkavna ogledala su ogledala udubljenih površina, a konveksna ispupčenih površina.

## Istorija

### Praistorija
Prva ogledala koja su ljudi koristili bili su verovatno bazeni tamne, mirne vode ili vode sakupljene u primitivnoj posudi neke vrste. Zahtevi za izradu dobrog ogledala su površina sa vrlo visokim stepenom ravnosti (poželjno, ali ne nužno sa visokom reflektivnošću) i hrapavost površine manja od talasne dužine svetlosti.
Najranija proizvedena ogledala bili su komadi poliranog kamena kao što je opsidijan, vulkansko staklo koje se prirodno javlja. Primeri ogledala od obsidijana pronađeni u Anadoliji (današnja Turska) datirani su na oko 6000. p. n. e. Ogledala od poliranog bakra izrađivana su u Mesopotamiji od 4000. p. n. e., a u starom Egiptu od oko 3000. p. n. e. Ogledala od poliranog kamena iz Centralne i Južne Amerike datiraju od otprilike od 2000. godine p. n. e..

### Bronzano doba do ranog srednjeg veka
Do bronzanog doba većina kultura je koristila ogledala od sjajnih diskova od bronze, bakra, srebra ili drugih metala. Stanovnici Kerme u Nubiji bili su vešti u proizvodnji ogledala. Ostaci njihovih bronzanih peći pronađeni su u hramu Kerme. U Kini su se bronzana ogledala proizvodila od otprilike 2000. godine pre nove ere, a neki od najranijih primeraka od bronze i bakra proizvodila je kultura Ćiđa. Takva metalna ogledala ostala su norma do grčko-rimske antike i tokom celog srednjeg veka u Evropi. Za vreme Rimskog carstva srebrna ogledala su bila u širokoj upotrebi čak i među slugama.
Spekulum metal je visoko reflektujuća legura bakra i kalaja koja se koristila za ogledala do pre nekoliko vekova. Takva ogledala možda potiču iz Kine i Indije. Ogledala od spekulskog metala ili bilo kog plemenitog metala bilo je teško proizvesti, a bila su u vlasništvu samo bogatih.
Obična metalna ogledala su potamnjivala i zahtevala su često poliranje. Bronzana ogledala su imala malu reflektivnost i lošu reprodukciju boja, a kamena ogledala su u tom pogledu bila mnogo gora.‍:11 Ovi nedostaci objašnjavaju referencu Novog Zaveta u 1 Korinćanima 13 viđenja „kao u ogledalu, mračno“.

## Ogledalo u fizici
Ogledalo, u fizici, je svaka glatka površina koja odbija ili reflektuje svetlost. Ogledala se dele na ravna i zakrivljena. Uz upotrebu u svakidašnjem životu, ogledalo ima i veliku primenu u astronomskim durbinima i teleskopima. Za svakidašnju primenu izrađuju se ogledala od stakla, kojima je stražnja površina prevučena reflektujućim metalnim slojem te zaštitnim slojem koji štiti refleksijsku površinu od oštećenja.

### Ravno ogledalo
Ravno ogledalo je ravna glatka površina koja odbija svetlost, pritom je dobijena slika predmeta prividna (virtualna), uspravna i jednake veličine kao predmet koji se ogleda.
Ako se pusti uzak pramen Sunčevih zraka na ravno ogledalo, pramen zraka će se odbiti kao i lopta koja udari u zid. Fizičko telo s glatkom površinom, koje odbija zrake svetlosti zove se ogledalo. Svetlost koja pada na takvo ogledalo odbija se tako da je ugao upadanja jednak uglu odbijanja. Ugao upadanja je ugao što ga čini zrak s normalom u tački upadanja, a ugao odbijanja je ugao što ga čini odbijeni zrak s istom normalom. Ti zraci leže u ravni koja je normalna na ravan ogledala. To je zakon refleksije ili zakon odbijanja svetlosti.
U ravnom ogledalu se može zbog refleksije videti slika predmeta od kojeg dolaze zraci svetlosti. Čini se kao da se slika u ravnom ogledalu nalazi iza ogledala. Ta se slika ne može uhvatiti na zastoru, te se zove prividna ili virtualna slika. Pramen zraka koji izlazi iz tačke A dolazi nakon refleksije u naše oko. Produže li se ti zraci iza ogledala, oni se seku u tački A’ koja je slika tačke A. Iz slike se vidi homocentričan (sa zajedničkim središtem) snop zraka svetlosti ostaje homocentričan i posle refleksije, to jest zraci koje dolaze iz izvora A odbijaju se tako kao da izlaze iz slike A’.

### Ugaono ogledalo
Ugaono ogledalo čine dva ravna ogledala koja međusobno zatvaraju neki ugao, na primer δ = 45°. Zrak svetlosti koja dolazi na prvo ogledalo pod uglom α odbija se pod istim uglom i pada na drugo ogledalo. Na tom ogledalu je takođe ugao refleksije jednak uglu upadanja β. Iz trougla izlazi da je:
{\displaystyle \alpha +\beta =45^{\circ }}
jer normale na ogledalo čine međusobno isti ugao koliki je ugao između ogledala:
{\displaystyle U=2\cdot \alpha +2\cdot \beta =2\cdot (\alpha +\beta )=2\cdot 45^{\circ }=90^{\circ }}
Odatle se vidi da zrak svetlosti nakon refleksije na dva ogledala čini sa svojim prvobitnim smerom dvostruki ugao od ugla između ogledala. To vredi za bilo koji ugao koji se na primer zakrene paralelno ogledalo jedno prema drugome.

### Sferno ogledalo
Sferno ogledalo je deo kugline kalote koji odbija zrake svetlosti s unutarnje ili s vanjske strane. Ono sferno ogledalo koje je s nutarnje strane fino polirano i na toj strani odbija zrake svetlosti zove se udubljeno ili konkavno ogledalo. Ako je ogledalo s vanjske strane polirano i s te strane odbija zrake svetlosti, onda je to ispupčeno ili konveksno ogledalo.

### Parabolično ogledalo
Parabolično ogledalo je ogledalna površina u obliku rotacijskoga paraboloida. Obasjano tačkastim izvorom svetlosti ili drugim elektromagnetskim zračenjem, u žarištu nakon refleksije oblikuje svetlosni snop usporedan s osom ogledala, a pri prijemu snopa svetlosti usporedno sa osom ogledala, okuplja svetlosni snop u žarište zrcala.
Zakrivljena ogledala većinom su delovi nekih pravilnih površina, pa tako nastaje sferno ogledalo, elipsoidno ogledalo, paraboloidno ogledalo, hiperboloidno ogledalo i drugo. Optička se ogledala raznoliko primenjuju, ponajprije u optičkim instrumentima i reflektorima. I u drugim sistemima koji se mogu opisati zakonima sličnim geometrijskoj optici (npr. elektromagnetski ili akustički sistemi) postoje sastavnice koje deluju kao ogledala.
Parabolično ogledalo je zakrivljenije u sredini nego na rubu. To je potrebno da bi ono moglo paralelne zrake svetlosti skupljati u jednu tačku. Dakle, poprečni presek ogledala mora biti parabola sa temenom u središtu ogledala. Razlika između sfernog i paraboličnog ogledala je toliko mala da se meri desetinkama mikrometra, ali je zato velika razlika u kvalitetu slike koju daju.

## Upotreba ogledala
Širok je dijapazon upotrebe i koristi od ogledala
- u složenijim optičkim instrumentima kao što su fotoaparati, mikroskopi, a naročito kod optičkih teleskopa- reflektora, koji imaju najmanje dva ogledala, jedno je ravno eliptično, a drugo od posebne važnosti, konkavno, koje čini objektiv teleskopa
- u mnogim medicinskim i tehničkim aparatima
- u automobilskoj industriji
- kao kućna ogledala, kao mala damska ogledala ...[1]

## Karakteristika lika u ogledalu
Dobijeni lik u ogledalu može biti, u zavisnosti od toga gde se nalazi:
1. Stvaran (ako je sa iste strane ogledala kao i predmet) ili nestvaran (ako je sa suprotne strane ogledala nego predmet).
2. Iste veličine kao i predmet, uvećan ili umanjen
3. Obrnut ili uspravan
4. Zamenjena su leva i desna strana
5. Simetričan predmetu u odnosu na ogledalo
6. Jednako udaljen od ogledala kao i predmet

Lik je predmet koji se formira u ravnom ogledalu

## Konstrukcija lika kod ogledala
Za konstrukciju lika kod sfernih (izdubljenih i ispupčenih) ogledala koriste se zraci koji polaze sa različitih tačaka predmeta.

## Literatura
- Mirror Manufacturing and Composition, Mirrorlink
- Stannous Chloride: Silvering Mirrors, American Chemical Association Архивирано на веб-сајту  (29. октобар 2013)
- Mark Pendergrast. (2003). Mirror, Mirror: A History of the Human Love Affair with Reflection. Basic Books. ISBN 978-0-465-05471-8..
- Miller, Jonathan; Mendes, Valerie D. (1998). On reflection. National Gallery Publications. ISBN 978-0-300-07713-1..
- Sabine Melchior-Bonnet. (2001). The Mirror: A History. Routledge. ISBN 978-0-415-92448-1.
- Melchior-Bonnet, Sabine (2001). The Mirror: A History by Sabine Melchior-Bonnet at Google Books. Psychology Press. ISBN 9780415924474.

## Spoljašnje veze
- Chisholm, Hugh, ур. (1911). „Mirror”.  (на језику: енглески). 18 (11 изд.). Cambridge University Press. стр. 575—577.
- Mirror Manufacturing and Composition, Mirrorlink
- Video of Mirror Making на веб-сајту
- How Mirrors Are Made (video), Glass Association of North America (GANA)
- July 2019 "The Ugly History of Beautiful Things: Mirrors" by Katy Kelleher for Longreads